# Trioza mutisiae
Trioza mutisiae är en insektsart som beskrevs av Leonard D. Tuthill 1964. Trioza mutisiae ingår i släktet Trioza och familjen spetsbladloppor. Inga underarter finns listade i Catalogue of Life.